# Mission Mars
Mission Mars és una pel·lícula de ciència-ficció estatunidenca del 1968. Va ser produïda per Everett Rosenthal, amb un guió de Mike St. Clair a partir d'una història d'Aubrey Wisberg, i dirigida per Nick Webster.

## Argument
Els Estats Units llança tres astronautes en una missió per aterrar a Mart al mateix temps que la Unió Soviètica llança la seva pròpia missió secreta a Mart. En el camí cap a Mart, els astronautes estatunidencs es troben amb els cossos a la deriva de dos cosmonautes soviètics, que s'adonen que deuen haver estat enterrats a l'espai. La nau espacial estatunidenca aterra amb seguretat a Mart, encara que més lluny del previst de la càpsula de subministrament que l'acompanya. Els astronautes marxaren cap a la càpsula de subministrament, deixant una línia de globus per marcar el seu rastre. Descobreixen que hi ha un forat cremat al casc de la càpsula de subministrament i que s'han retirat els globus. També descobreixen un tercer cosmonauta, congelat en un estat d'animació suspesa, que ressuscita un cop introduït a la nau espacial estatunidenca.

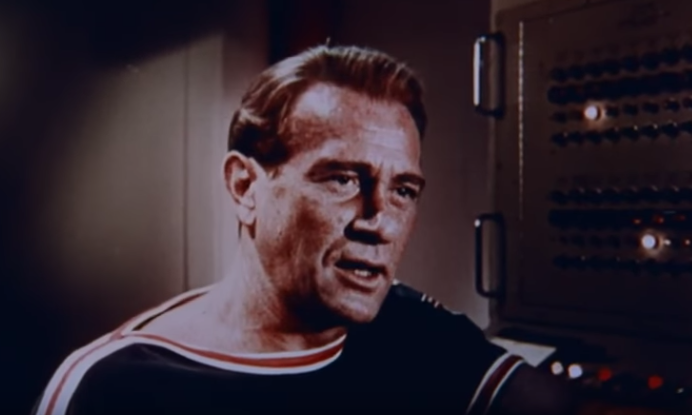
Darren McGavin a "Mission Mars"

Aleshores, els astronautes es troben amb una estranya criatura (anomenada "polarita"), que els amenaça però que neutralitzen disparant armes de raig al seu únic ull vermell. Els controladors terrestres avisen als astronautes que els polarites semblen ser robots controlats per una influència externa. Una esfera alienígena apareix a la superfície marciana; quan Duncan, un dels astronautes, s'acosta a l'esfera, és arrossegat dins per una força misteriosa i el mata. L'esfera està emetent un camp de força que impedeix l'enlairament de la nau espacial estatunidenca.
Falla un intent d'escapar utilitzant coets de reforç des de la càpsula de subministrament. El cosmonauta diu als estatunidencs que l'esfera es pot desactivar destruint un disc al seu interior. Nick Grant, el geòleg-astronauta estatunidenc, s'ofereix per fer-ho i ho aconsegueix a costa de la seva vida. El coronel Mike Blaiswick, l'astronauta estatunidenc supervivent, i el cosmonauta soviètic escapen de Mart a la nau espacial nord-americana i s'assabenten que la dona de Blaiswick està embarassada.

## Repartiment
- Darren McGavin: Col. Mike Blaiswick
- Nick Adams: Nick Grant
- George De Vries: Duncan
- Michael DeBeausset: Cliff Lawson
- Heather Hewitt: Edith Blaiswick
- Shirley Parker: Alice Grant[1][2]

## Recepció
L'estudiós de ciència-ficció Gary Westfahl va declarar al seu llibre The Spacesuit Film que Mission Mars "es transforma en una pel·lícula de monstres convencional". Escrivint per The Encyclopedia of Science Fiction, Westfahl va trobar que les plantes marcianes eren sorprenentment estranyes i que la pel·lícula de baix pressupost tenia una qualitat aproximadament mitjana per a les pel·lícules de ciència-ficció de l'època. L'escriptor Thomas Kent Miller va comentar a Mars in the Movies: A History, "Els últims 50 minuts d'aquesta pel·lícula de 90 minuts sobre el primer viatge a Mart hauria fet "un episodi meravellós". de la sèrie dels anys seixanta Outer Limits ... Però com a pel·lícula de cinema, és més que horrible (tan dolenta com la del mateix director Santa Claus Conquers the Martians)." Miller va citar els efectes especials com a interessants. TV Guide va donar a la pel·lícula una de cada cinc estrelles. Tot i que li va agradar el final i l'ús d'un extraterrestre no humanoide, va trobar que la pel·lícula en general era laboriosa, avorrida i aficionada.

## Producció
La pel·lícula inclou imatges d'arxiu del cap Kennedy. Va ser la primera pel·lícula que es va fer a l'Studio City Complex de Miami. També es va estrenar al Regne Unit com a Murder in the Third Dimension.